# 抒情詩
抒情詩（じょじょうし、英語: lyric, lyric poem, lyric poetry）は、詩歌の分類の一種。詩人個人の主観的な感情や思想を表現し、自らの内面的な世界を読者に伝える詩をいう。叙情詩（じょじょうし）とも表記するが、「汲み出す」の意味から「表現する」を表すようになった漢字「抒」を使うのが本来的である。叙事詩と劇詩とともに詩の三大区分の一つである。
抒情には、直接内面を表現するもの、風景に寄せて内面を表現するもの、事物に託して内心を表現するもの、歴史的事件や人物に寄せて内面を表現するものなどさまざまな方法がある。

## 形式
西洋の伝統で、最も人気のある抒情詩の詩形は14行のソネットだが、それ以外の詩形も抒情詩に使われる。バラードやヴィラネルなどである。
古代のヘブライ語詩は、その効果を出すために、繰り返し、頭韻法、交錯配列法を使った。ギリシアやローマの古典詩は定められた韻律やストロペで書かれたが、ピンダロスの頌歌は、リルケの『ドゥイノの悲歌』といった現代の詩同様に、押韻と韻律に慣れた耳には形式がないように聞こえる。
場合によっては、形式と主題が結合する。たとえば、宮廷風恋愛をうたったオーバドでは、恋人たちは一夜を明かした後、たいていは見張り役から夜明けが来たことを告げられ、別れを強いられる。
抒情詩形式が一般的に用いるのが、それぞれのストロペの終わりか続きにつく1行ないし数行のリフレインである。リフレインは詩全体を通して、厳密にか、あるいはちょっとした変化をつけられ、繰り返される。

## 韻律
抒情詩のほとんどは、特定の脚韻に基づいた規則的な韻律を使っている。代表的な脚韻は以下の通りである。
- イアンボス（短長格、弱強格）
- トロカイオス（長短格、強弱格）
- アナパイストス（短短長格、弱弱強格）
- ダクテュロス（長短短格、強弱弱格）

中には、リフレインに別の韻脚を用いることもある。

## 抒情詩の歴史

### 古代

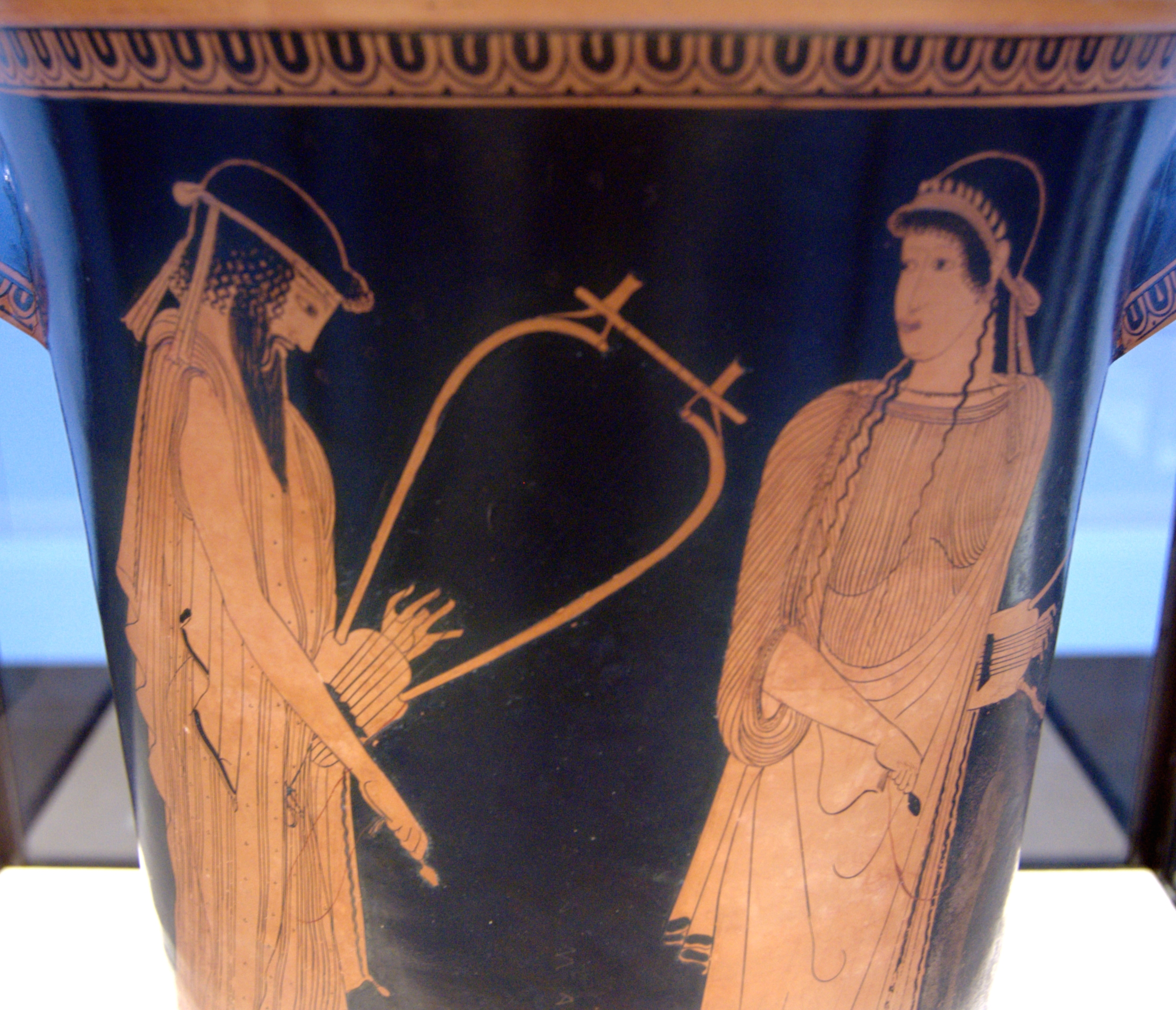
アッティカの赤絵式カラトスに描かれたアルカイオスとサッポー（紀元前470年頃）ミュンヘン古代美術博物館 Inv. 2416

古代ギリシア人にとって、抒情詩は細かく専門的な意味を持っていた。韻文はリラ（竪琴）の伴奏つきで歌われていた。抒情詩人は（歌うというより喋る）劇の作家、（朗読される）長短格および短長格の韻文の作家、（竪琴よりも笛の伴奏がつくことが多かった）エレゲイア詩人、それに叙事詩人らとは、厳密に区別されていた。ヘレニズム期アレクサンドリアの研究者たちは、アルカイック期の音楽家＝詩人のうち、サッポー、ピンダロス、アナクレオン、アルカイオスらを、批評する価値のある9歌唱詩人とした。古代ギリシアで歌われる韻文に特徴的な韻律形式は、ストロペー、アンティストロペー、エポードスだった。古代ローマの詩人カトゥルスはサッポーや、叙事詩から個人的なテーマに向かったNeoteroi（新詩人。カリマコスやテオクリトスたちを指す）たちの影響を強く受けて抒情詩を書いた。ホラティウスもまた有名なローマの抒情詩人の1人である。
中国では、屈原や宋玉らの詩を集めた『楚辞』が、戦国時代の楚地方から起こった新しい詩形と定義される。この新しい詩形「楚辞」は、『詩経』の詩の中で使われた古典的な四言詩を捨てて、さまざまな長さの詩（六言ないし七言）を取り入れた。それにより多くの音律と表現の自由を与えた。

### 中世
10世紀のペルシア語詩が起源のガザルは、同じ押韻を持つ二行連とリフレインから成る詩形である。世紀詩には、全体を通して単一の韻律と単一の押韻で作られた短い抒情詩を含み、中心テーマは恋愛である。ハーフェズ、アミール・ホスロー、アウハディー・マラーギー、ミール・アリー・シール・ナヴァーイー、Ubayd Zakani、Khaqani、アンワリー、ファリードゥッディーン・アッタール、ウマル・ハイヤーム、ルーダキーらがその代表的詩人たちである。
中世およびルネサンス時代の西洋文学の抒情詩は、曲をつけられるために書かれた詩を単純に意味した。詩の特定の構造、機能、テーマはとくに決まりはなかった。この時代の西洋の抒情詩は宮廷詩人と宮廷風恋愛の先駆者たちによって広く作られ、それ以前の抒情詩は参照されなかった。自作自演の吟遊詩人トルバドゥールたちによって始められ、11世紀に全盛を迎え、13世紀にも模倣された。
トルヴェールたちは、トルバドゥールたちの影響を受けた、ほぼ同時代の詩人＝作曲家だが、北フランス方言で作品を作った。クレティアン・ド・トロワがその代表である。
この時代のドイツ語抒情詩の支配的形式は、ミンネザングである。「恋愛抒情詩は、本質的に騎士と高貴な淑女との間の架空の関係を基礎においた」。最初はフランスのトルバドゥール、トルヴェールの抒情詩の模倣だったが、すぐにミンネザングは独特の伝統を確立するにいたった。
バジャン（Bhajan）またはキルタン（Kirtan）はヒンドゥー（Hindu）の短い祈祷の歌である。バジャンはしばしば神への愛を表現するのに叙情的な言い回しを使った。カビール、スールダース（Surdas）、トゥルシーダース（Tulsidas）らがその代表者である。
この時代のヘブライ語の歌手＝詩人には、イェフダ・ハレヴィ、ソロモン・イブン・ガビーロール、アブラハム・イブン・エズラらがいる。
散曲は、中国の金朝に始まり、元・明朝まで続いた詩のジャンルである。馬致遠、関漢卿らが雑劇を確立させた作家たちである。この詩は土地言葉ないしは半分土地言葉で書かれていた。
イタリアではペトラルカが、ジャコモ・ダ・ランティーニ（Giacomo da Lentini）やダンテが『新生』で広く用いたものを受け継ぐソネットを発展させた。1327年、アヴィニョンの聖クレア教会でラウラという女性を見たことがペトラルカの中に永遠の愛を起こさせ、「Rime sparse」でラウラを賛美した。後に、ルネサンスの詩人たちは、366篇の詩をおさめた『カンツォニエーレ』（Il Canzoniere）と題された詩集のペトラルカのスタイルを真似た。ペトラルカの詩のラウラの写実的な描写は、トルバドゥールや宮廷風恋愛の常套句とは対称的である。

### 16世紀
イングランドでは、トマス・キャンピオンがリュート歌曲を書き、フィリップ・シドニー、エドマンド・スペンサー、ウィリアム・シェイクスピアはソネットの大衆化に寄与した。
フランスでは、プレイヤード派がそれまでのフランス語詩の伝統（とくにクレマン・マロやGrands rhétoriqueurs）を破る目的で、古代を模倣することによってフランス語の地位を高めようと試み、（ペトラルカやダンテにとってのトスカナ方言 Tuscan dialectのように）フランス語が文学表現にとって価値ある言語だと主張した。プレイヤード派が好んで手本としたものは、ピンダロス、アナクレオン、アルカイオス、ホラティウス、オウィディウスなどだった。詩作するうえで支配的だった形式は、ペトラルカ風の連作ソネットやホラティウス風/アナクレオン風頌歌だった。このグループに属していたのは、ピエール・ド・ロンサール、ジョアシャン・デュ・ベレー、ジャン＝アントワーヌ・ド・バイフなどである。
スペインの祈りの詩は、抒情詩を宗教的目的に適用させた。その代表は、アビラのテレサ、十字架のヨハネ、ソル・フアナ＝イネス・デ・ラ・クルス（Juana Inés de la Cruz）、ガルシラソ・デ・ラ・ベガ（Garcilaso de la Vega）、ロペ・デ・ベガたちである。

### 17世紀
ジョン・ダンからアンドリュー・マーヴェルまでの17世紀の英語詩の中で、抒情詩は支配的な詩的表現だった。この時代の詩は短く、物語を語ることは稀で、表現は熱烈だった。この時代の著名な詩人には、ベン・ジョンソン、ロバート・ヘリック（Robert Herrick）、ジョージ・ハーバート、アフラ・ベーン、トマス・カルー（Thomas Carew）、ジョン・サックリング（John Suckling）、リチャード・ラヴレース（Richard Lovelace）、ジョン・ミルトン、リチャード・クラショー（Richard Crashaw）、ヘンリー・ヴォーン（Henry Vaughan）、マーヴェルらがいる。
この時代のドイツの抒情詩人ではMartin Opitzがいる。

### 18世紀
18世紀になると、イングランド・フランスで抒情詩は衰退した。イングランドのコーヒーハウス、フランスのサロンといった、文学談義の場の雰囲気は、抒情詩に向いていなかった。例外として、ロバート・バーンズ、ウィリアム・クーパー、トマス・グレイ、オリヴァー・ゴールドスミスらの抒情詩があった。
この時代のドイツ語の抒情詩人には、ヨハン・ヴォルフガング・フォン・ゲーテ、ノヴァーリス、フリードリヒ・フォン・シラー、ヨハン・ハインリッヒ・フォスらがいる。

### 19世紀
ヨーロッパでは、抒情詩が19世紀の主要な詩形として再浮上し、「詩」と同義語と見られるようになった。ロマン主義抒情詩は、一人称で瞬間の思考や感情を語った。感情は極端だったが、個人的なものだった。
他のどの詩人よりも多くソネットを書いたウィリアム・ワーズワースとともに、イギリスにソネットの伝統的な形式が復活した。この時代の重要なロマン主義抒情詩人には他に、サミュエル・テイラー・コールリッジ、ジョン・キーツ、ジョージ・ゴードン・バイロンらがいる。19世紀末のヴィクトリア朝抒情詩は、ロマン主義抒情詩より、さらに言語的に自意識過剰で自己防衛過剰だった。ヴィクトリア朝抒情詩人には、アルフレッド・テニスン、クリスティーナ・ロセッティなどがいる。
1830年から1890年の間、抒情詩はドイツの一般読者に人気があり、多くのアンソロジーが出版された。ルカーチ・ジェルジによると、ヨーゼフ・フォン・アイヒェンドルフの韻文は、ゲーテやヨハン・ゴットフリート・ヘルダーに始まり、アヒム・フォン・アルニムやクレメンス・ブレンターノの民謡集『少年の魔法の角笛』がはずみをつけた、ドイツ民謡の伝統のロマン主義的復活を例証するものだという。
フランスでも抒情詩は復活し、この時代のフランス語詩の主要なモードとなった。ヴァルター・ベンヤミンにとって、シャルル・ボードレールはヨーロッパで最後の「mass scaleで成功した」抒情詩人だった。
18世紀と19世紀初期は、アレクサンドル・プーシキンに例証されるロシアの抒情詩台頭の時代だった。
スウェーデンの「Phosphorist」たちはロマン主義の影響を受け、その指導者的詩人ペール・ダニエル・アマデウス・アッテルブム（Per Daniel Amadeus Atterbom）は多くの抒情詩を書いた。
この時代のイタリアの抒情詩人には、ウーゴ・フォスコロ（Ugo Foscolo）、ジャコモ・レオパルディ、ジョヴァンニ・パスコリ（Giovanni Pascoli）、ガブリエーレ・ダンヌンツィオがいた。
スペインの抒情詩人には、グスタボ・アドルフォ・ベッケル、ロザリア・デ・カストロ（Rosalía de Castro）、ホセ・デ・エスプロンセダらがいた。

### 20世紀
20世紀初頭、一般に作者の感情を表現した押韻された抒情詩がアメリカ合衆国、ヨーロッパ、イギリス帝国で支配的な詩形だった。
イギリスでは、アルフレッド・エドワード・ハウスマン、ウォルター・デ・ラ・メア、エドマンド・ブランデンといったジョージ王朝時代（Georgian era）の詩人たちが抒情詩形式を用いた。
ウィリアム・バトラー・イェイツはベンガル語詩人のラビンドラナート・タゴールの抒情詩を賞賛し、1912年に会談した時はトルバドゥールと比較した。
近代の抒情詩の妥当性と容認可能性は、モダニズム、増大する人間経験の機械化、戦争の厳しい現実などによって異議を唱えられた。第二次世界大戦後、抒情詩形式は新批評（New Criticism）によって再評価され、20世紀後期には再び主流の詩形となった。

#### モダニズム
抒情詩の優位に異議を唱えたのは、エズラ・パウンド、T・S・エリオット、H・D（H.D.）、ウィリアム・カーロス・ウィリアムズ（William Carlos Williams）らアメリカ合衆国の実験的なモダニストたちだった。彼/彼女らは、複雑な思考よりむしろ快く聞こえる言葉に頼りすぎだと感じ、19世紀の英語詩の抒情詩形式を拒絶した。しかし、ウォレス・スティーヴンス（Wallace Stevens）やハート・クレイン（Hart Crane）はモダニストでありながら、ポスト＝ロマン主義的抒情詩の伝統の中で詩作した。
20世紀初期の抒情詩の擁護者たちは、抒情詩を人間活動の機械化・標準化・商品化に対する戦いの味方として抒情詩を見ていた。ギヨーム・アポリネールの詩は、機械化は抒情詩のレパートリーになりうるという選言的な見解を表した。

#### 第一次世界大戦
抒情詩の伝統的なテーマと戦争の恐怖の間の緊張が、ウィルフレッド・オーエン、ジークフリード・サスーン（Siegfried Sassoon）、アイヴァー・ガーニーの戦争詩（War Poetry）の中で描かれた。オーウェンの詩『Strange Meeting』では、「死んだ抒情詩人、できるなら死んだ抒情詩そのものとの会話の夢」と描写された。アイルランドの詩人ウィリアム・バトラー・イェイツの1917年までの作品は、主に劇的かつ抒情的な恋愛詩だったが、第一次世界大戦以降は、アイルランド独立、ナショナリズム、内戦の政治的テーマに踏み行った。

#### 新批評
1950年代、アメリカの新批評は抒情詩に再び目を向け、押韻・韻律・スタンザを慣習的に用い、抒情詩伝統の中で控えめにパーソナルな詩を支持した。新批評の精神と密接に関連した抒情詩人たちの中には、ロバート・フロストやロバート・ローウェル（Robert Lowell）らがいる。1950年代の、たとえばアレン・ギンズバーグの『吠える』（Howl）のような長大な個人的叙事詩は、新批評の良く練られた短い抒情詩への反発であった。

#### 告白詩
性的関係、セックス、家庭生活を扱った叙情詩が、20世紀後半のアメリカの詩の新しいメイン・ストリームとなった。それらは1950年代・1960年代のシルヴィア・プラスやアン・セクストン（Anne Sexton）らの「告白詩」（Confessional poetry）の影響を受けたものである。

#### その他の著名な20世紀抒情詩人
- イギリス - ロバート・グレーヴス、ジェフリー・ヒル（Geoffrey Hill）、テッド・ヒューズ
- カナダ - P・K・ペイジ（P.K. Page）、George Bowering
- フランス - ポール・エリュアール、マックス・ヤコブ（Max Jacob）、ポール・ヴァレリー
- ドイツ - ゴットフリート・ベン、パウル・ツェラン、シュテファン・ゲオルゲ、ライナー・マリア・リルケ
- イスラエル - イェフダ・アミハイ（Yehuda Amichai）、Leah Goldberg
- イタリア - エウジェーニオ・モンターレ、ジュゼッペ・ウンガレッティ
- ポーランド - チェスワフ・ミウォシュ
- ポルトガル - フェルナンド・ペソア
- ロシア - Alexander Blok、アンナ・アフマートヴァ、マリーナ・ツヴェターエワ、オシップ・マンデリシュターム、ウラジーミル・マヤコフスキー、ヨシフ・ブロツキー
- ニカラグア - ルベン・ダリオ
- スペイン - フェデリコ・ガルシーア・ロルカ、アントニオ・マチャード
- チリ - ガブリエラ・ミストラル、パブロ・ネルーダ
- メキシコ - オクタビオ・パス
- トルコ - ナーズム・ヒクメット
- インド（ベンガル） - Jibanananda Das

## 日本の抒情詩
- 高村光太郎
- 北原白秋
- 石川啄木
- 萩原朔太郎
- 室生犀星
- 三好達治
- 中原中也
- 堀辰雄